# Звездана капија: Атлантида
Звездана капија: Атлантида (енгл. Stargate Atlantis) канадско-америчка је авантуристичка и војно научнофантастична телевизијска серија и део Метро-Голдвин-Мејерове Звездане капија франшизе. Аутори серије су Бред Рајт и Роберт Купер као спин-оф серије Звездана капија СГ-1, чији су аутори Рајт и Џонатан Гласнер и заснива се на дугометражном филму Звездана капија. Свих пет сезона серије Звездана капија: Атлантида емитоване су на Сај-Фај каналу у Сједињеним Америчким Државама и на Муви нетворку у Канади.
У Србији серија се емитовала на Пинк ТВ, титлована на српски језик. Титлове је радио студио Прва и преводи.